# Wessem

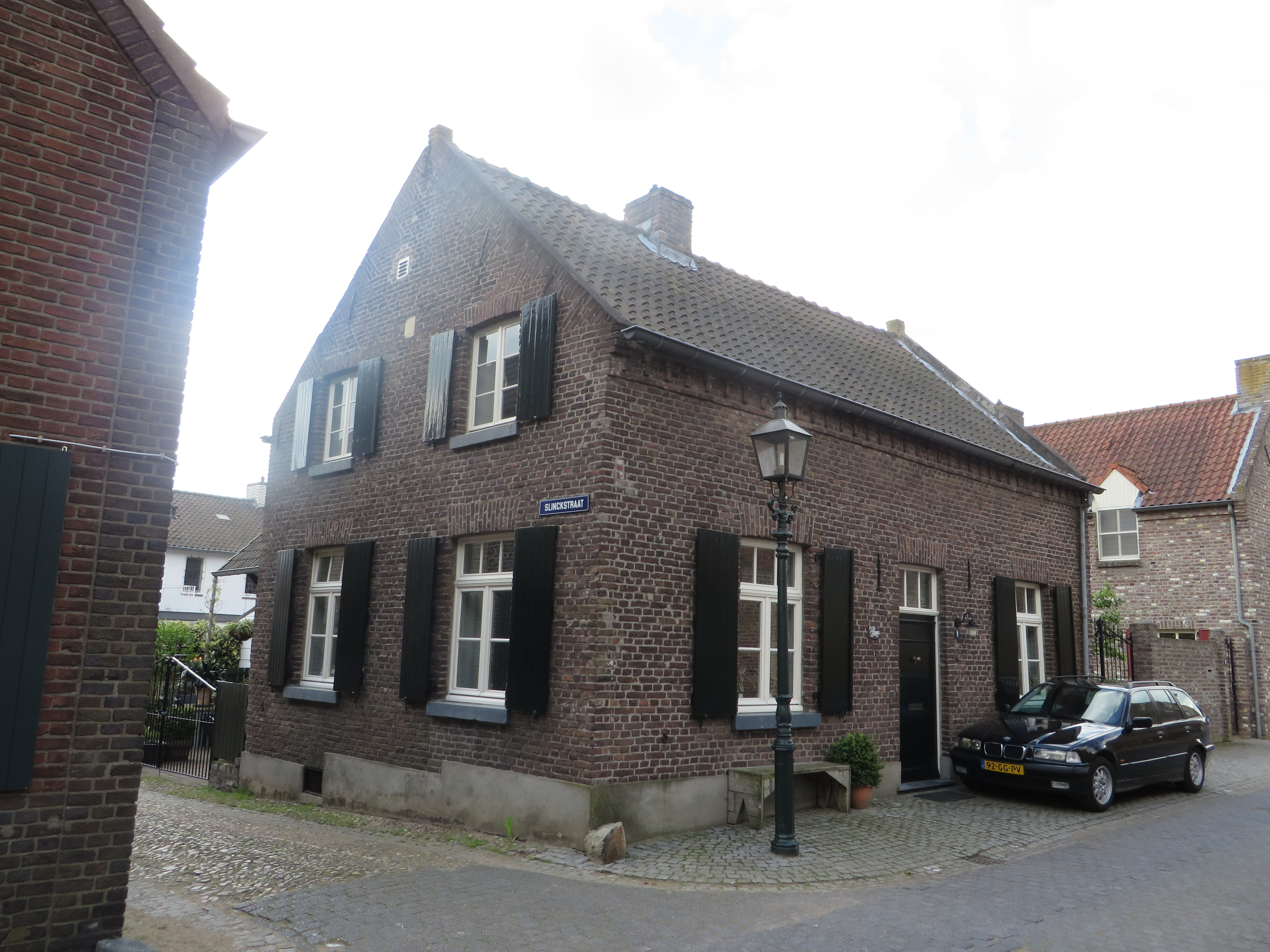
Wessem: edificio storico lungo la Groenstraat

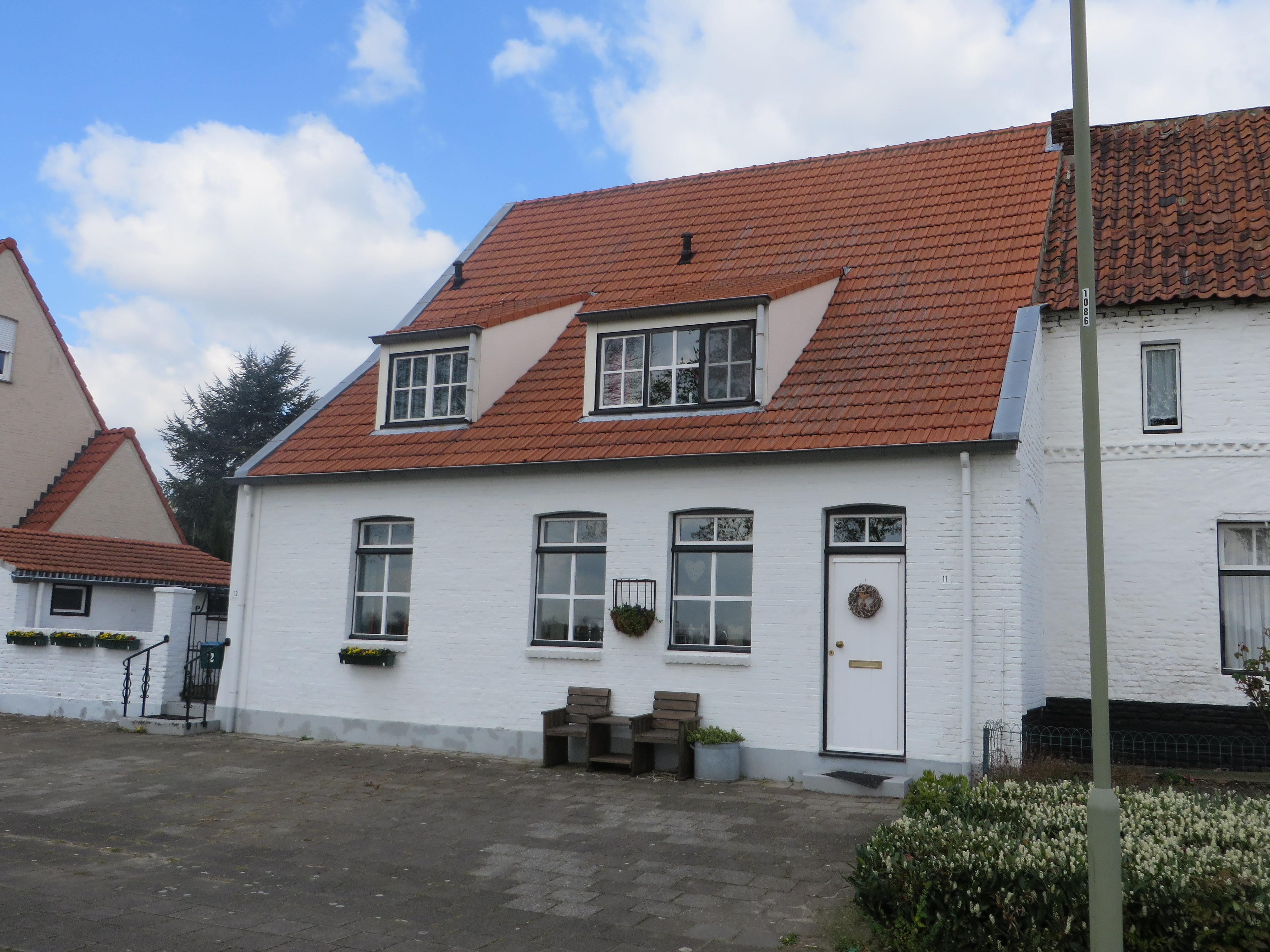
Wessem: edificio storico lungo la Beekstraat

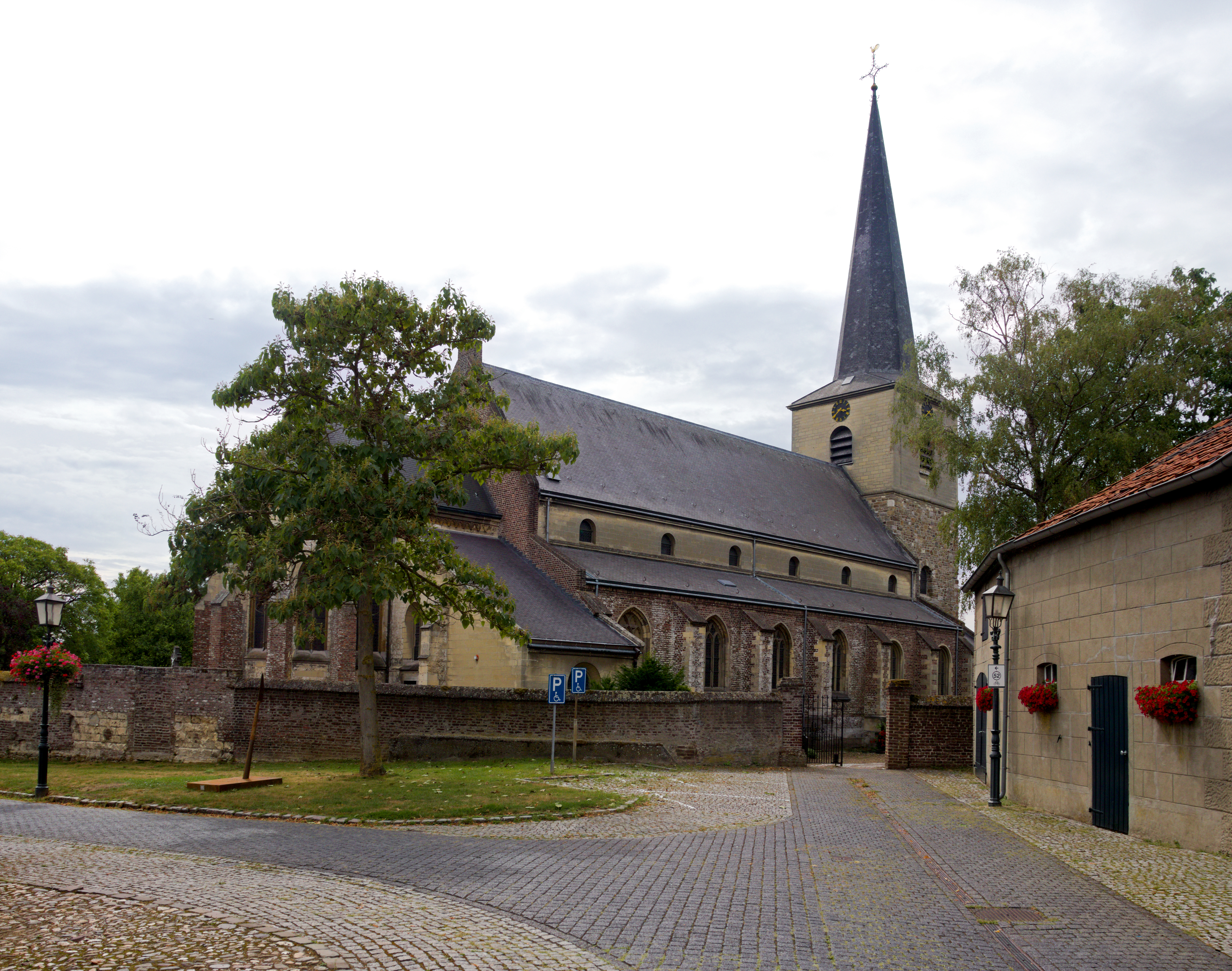
Wessem: la chiesa di San Medardo

Wessem è una località di circa 2 000 abitanti del sud-est dei Paesi Bassi, facente parte della provincia del Limburgo (Limburg) e situata nella regione di Midden-Limburg, nei pressi del confine con il Belgio. Dal punto di vista amministrativo, si tratta di un ex-comune, dal 1991 accorpato alla municipalità di Heel, comune a sua volta ingolbato nel 2007 nella nuova municipalità di Maasgouw.

## Geografia fisica
Wessem si trova nord/nord-est della città belga di Ophoven e della città olandese di Stevensweert, a est e nord-est di Maasbracht.
Il centro abitato di Wessem occupa un'area di 5,35 km², di cui circa metà,  2,57 km², è costituito da acqua. Il villaggio di Wessem è infatti situato in un territorio che include il corso del fiume Mosa, il canale Thom-Wessem e il lago Polderveld.

## Storia

### Dalle origini ai giorni nostri
La località venne menzionata per la prima volta in un documento redatto nel 965 da San Bruno, arcivescovo di Colonia.
Fino al 1568 la signoria di Wessem fu sotto il dominio della famiglia Van Hoorn, che nel 1219 era diventata proprietaria del locale monastero.

### Simboli
Nello stemma di Wessem è raffigurato san Medardo, che sorregge uno scudo con lo stemma della famiglia Van Horn (costiituito da tre corni).

## Monumenti e luoghi d'interesse
Wessem vanta 23 edifici classificati come rijksmonument e 34 edifici classificati come gemeentelijk monument.

### Architetture religiose

#### Chiesa di San Medardo
Principale edificio religioso di Wessem è la chiesa dedicata a San Medardo, situata lungo la Groenstraat: l'edificio, eretto nel XIV-XV secolo, venne in gran parte distrutto nel corso della seconda guerra mondiale e fu ricostruito nel 1950 riutilizzando i materiali. La navata risale al XVIII secolo, mentre il campanile presenta un orologio meccanico realizzato nel 1594 da Wijman Herbeinc.

#### Cappella di San Giuseppe
Altro edificio di Wessem è la cappella dedicata a San Giuseppe, una chiesa di rito romano cattolico situata lungo la Klosterlaan e costruita nel 1952 su progetto dell'architetto Peutz.

## Società

### Evoluzione demografica
Al censimento del 2023, Wessem contava una popolazione pari a 2 025 unità.
La popolazione al di sotto dei 16 anni era pari a 209 unità, mentre la popolazione dai 65 anni in su era pari a 602 unità.

## Geografia antropica

### Suddivisioni amministrative
buurtschappen
- Pol